# پرچم آلمان نازی
پرچم آلمان نازی، که رسماً پرچم رایش آلمان است، پس‌زمینه‌ای قرمز رنگ با یک صلیب شکسته سیاه بر روی یک دیسک سفید داشت. این پرچم در ابتدا به‌عنوان پرچم حزب نازی (NSDAP) پس از تأسیس آن مورد استفاده قرار گرفت. پس از انتصاب آدولف هیتلر به‌عنوان صدراعظم در سال ۱۹۳۳، این پرچم به‌عنوان یکی از پرچم‌های دوگانه ملی کشور انتخاب شد و دیگری به‌عنوان قبیله سیاه-سفید-قرمز امپراتوری آلمان بود.
این ترتیب پرچم دوگانه در ۱۵ سپتامبر ۱۹۳۵، یک سال پس از مرگ رئیس‌جمهور رایش، پاول فن هیندنبورگ، پایان یافت و پرچم نازی تنها پرچم ملی آلمان شد. یکی از دلایل این تغییر ممکن است «اس‌اس برمن» در ۲۶ ژوئیه ۱۹۳۵ باشد که در آن گروهی از تظاهرکنندگان در شهر نیویورک سوار بر کشتی اقیانوس پیمای اس‌اس برمن شدند، پرچم حزب نازی را از روی میز هواپیما پاره کردند و به داخل کشتی رودخانه هادسون انداختند. هنگامی که سفیر آلمان اعتراض کرد، مقامات آمریکایی پاسخ دادند که پرچم ملی آلمان آسیبی ندیده‌است و فقط نماد حزب سیاسی است. قانون جدید پرچم در گردهمایی سالانه حزب در نورنبرگ در سال ۱۹۳۵ اعلام شد، جایی که هرمان گورینگ ادعا کرد که پرچم قدیمی سیاه-سفید-قرمز، در حالی که به آن احترام گذاشته می‌شد، نماد دوران گذشته و در معرض خطر استفاده توسط «ارتجاعیون» بود.

## تاریخچه

### ریشه‌ها
پس از رد بسیاری از پیشنهادها و رنگ‌ها، روند انتخاب یک پرچم جدید توسط هیتلر به شرح زیر توصیف شد:
«در همین حال، من خودم پس از تلاش‌های بی‌شمار، شکل نهایی را گذاشته بودم؛ پرچمی با پس‌زمینه قرمز، دیسک سفید و یک صلیب شکسته سیاه در وسط. پس از آزمایش‌های طولانی، نسبت مشخصی بین اندازه پرچم و اندازه دیسک سفید، و همچنین شکل و ضخامت سواستیکا.»— آدولف هیتلر، نبرد من (۱۹۲۵)
پس از اینکه هیتلر در ۳۰ ژانویه ۱۹۳۳ به‌عنوان صدراعظم آلمان منصوب شد، پرچم سه رنگ سیاه-قرمز طلایی کنار گذاشته شد. حکمی در ۱۲ مارس دو پرچم ملی قانونی را تعیین کرد: پرچم سه رنگ امپراتوری سیاه-سفید-قرمز که دوباره معرفی شد و پرچم حزب نازی.

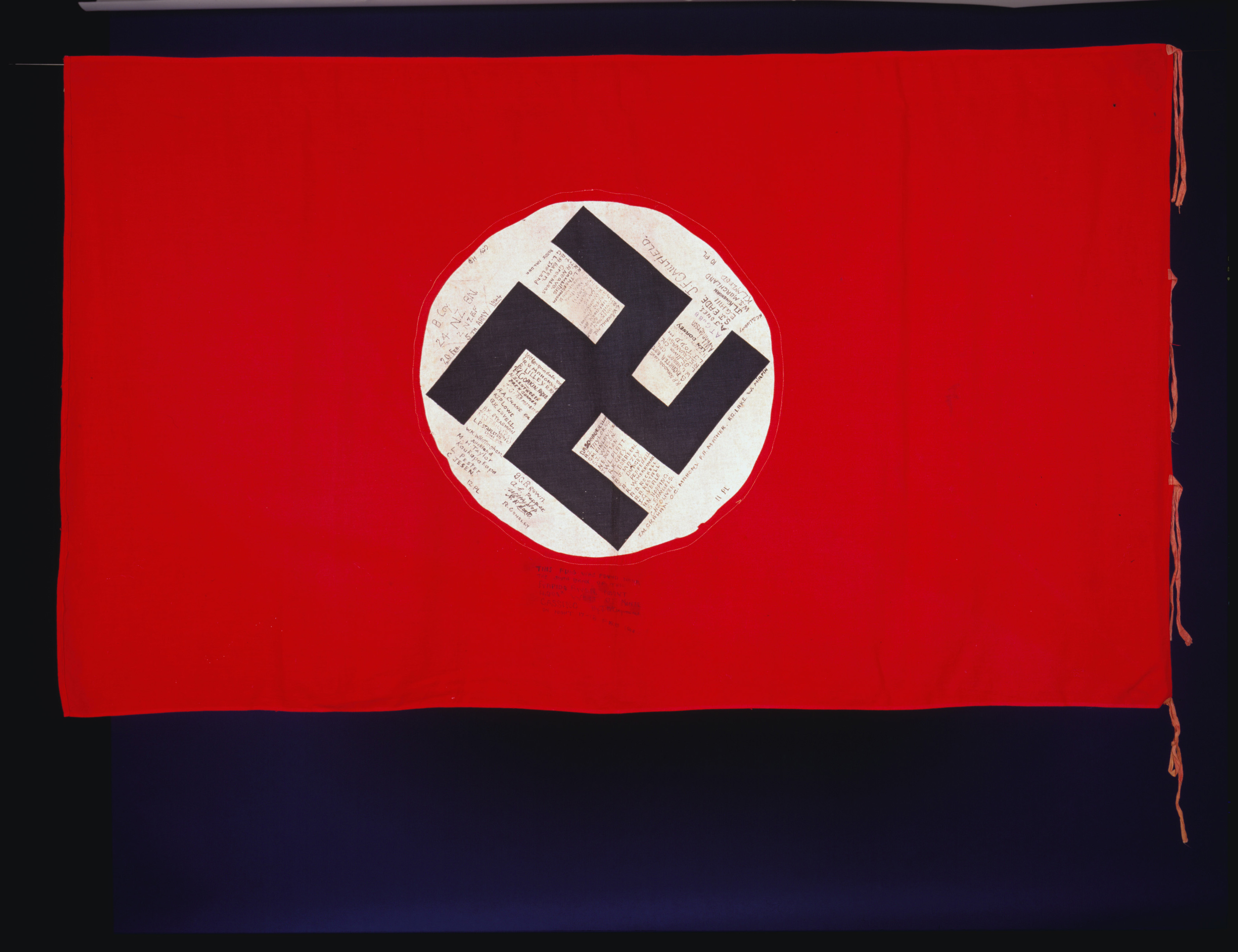
پرچمی از آلمان نازی در نزدیکی کرانه جنوبی رودخانه راپیدو در حدود 4000 ft غرب مونت کاسینو توسط جی. مک کورکیندیل در شب ۱۷–۱۸ فوریه ۱۹۴۴ پیدا شد. توجه داشته باشید که سواستیکا در این تصویر رو به چپ به نظر می‌رسد.

پرچم دریایی نازی دارای تصویری از طریق و داخل بودند، بنابراین نسخه‌های «چپ رو به راست» و «راست رو به رو» هر کدام در یک طرف حضور داشتند. با این حال، پرچم نازی در خشکی از هر دو طرف رو به راست بود. 
آلبرت اشپر، در کتاب خود درون رایش سوم، اظهار داشت: «او (آدولف هیتلر) تنها در دو طرح دیگر همان مراقبتی را انجام داد که اقامتگاه برگهوف را انجام داد: پرچم جنگ رایش و استاندارد خود رئیس‌جمهور. دولت»، نشان می‌دهد که هیتلر یک کتاب‌نویس مشتاق (طراح پرچم) بود.
نسخه دیسک خارج از مرکز پرچم سواستیکا به‌عنوان علامت مدنی در کشتی‌های غیرنظامی ثبت شده در آلمان استفاده می‌شد و به‌عنوان جک در کشتی‌های جنگی کریگس‌مارینه استفاده می‌شد. بحث بر سر این است که آیا پرچم دیسک خارج از مرکز پرچم رسمی ملی از سال ۱۹۳۵ تا ۱۹۴۵ بوده‌است، مانند سایت معروف وکسیلوژی، پرچم‌های جهان. پرچم دیسک مرکزی معمولاً توسط غیرنظامیان و نیروهای مسلح آلمان به غیر از نیروی دریایی استفاده می‌شد.

### سمبولیسم
پرچم نازی رنگ‌های خود را از سه رنگ امپراتوری گرفته‌است و هیتلر می‌نویسد که «همیشه برای حفظ رنگ‌های قدیمی بود»، زیرا آنها را «مقدس‌ترین دارایی» خود به‌عنوان یک سرباز می‌دید، و همچنین به این دلیل که آنها مطابق با سلیقه شخصی او بودند. هیتلر نمادهای جدیدی را به رنگ‌ها اضافه کرد و اظهار داشت: «قرمز بیانگر اندیشه اجتماعی نهضت است. اندیشه ملی را سفید کرد» و اینکه صلیب شکسته سیاه نشانی از «نژاد آریایی» و «آرمان کار خلاقانه است که به خودی خود و ضد یهود خواهد بود.»

### از سال ۱۹۴۵
در پایان جنگ جهانی دوم، پس از شکست آلمان نازی، اولین قانون تصویب شده توسط شورای کنترل متفقین، همه نمادها را لغو کرد و تمام قوانین مربوطه رایش را لغو کرد. در اختیار داشتن پرچم‌های سواستیکا از آن زمان تاکنون در چندین کشور ممنوع بوده‌است و واردات یا نمایش آنها به ویژه در آلمان ممنوع شده‌است.
امروزه، پرچم نازی‌ها در خارج از آلمان مورد استفاده مشترک حامیان و هواداران نئونازی است، درحالی‌که در داخل کشور، نئونازی‌ها به‌دلیل ممنوعیت استفاده از پرچم نازی، از پرچم سرزمین مادری امپراتوری آلمان استفاده می‌کنند. با این حال، پرچم امپراتوری در اصل هیچ معنای نژادپرستانه یا ضدیهودی نداشت.

## استاندارد آدولف هیتلر

استاندارد شخصی آدولف هیتلر

استاندارد شخصی آدولف هیتلر (Führerstandarte) پس از مرگ پاول فون هیندنبورگ، رئیس‌جمهور رایش در ۲ اوت ۱۹۳۴ طراحی شد. هیتلر لقب رایشپراسیدنت را لغو کرد و به جای آن لقب «پیشوا» را نهاد که از این پس تنها زمانی که شخصاً به او اشاره می‌کند قابل استفاده است. هیندنبورگ از یک استاندارد شخصی متشکل از یک عقاب سیاه بر روی زمینه طلایی مربعی استفاده کرد که با حاشیه نوارهای سیاه، سفید و قرمز لبه داشت. هیتلر در ۱۹ اوت ۱۹۳۴ تصمیم گرفت برای خود یک استاندارد شخصی اتخاذ کند که به آن «استاندارد شخصی برای آدولف هیتلر به‌عنوان رهبر و صدراعظم ملت آلمان» می‌گویند. از آنجایی که او همچنین فرمانده کل قوا نیروهای مسلح بود، تا حدودی بعداً به‌عنوان «معیار شخصی برای آدولف هیتلر به‌عنوان رهبر و فرمانده عالی نیروهای مسلح» (به آلمانی: Standarte des Führers und Obersten Befehlshabers der Wehrmacht) شناخته شد.
این استاندارد برای همه اهداف مورد استفاده قرار گرفت و شامل یک مربع از مواد قرمز رنگ در اندازه‌های مختلف تنظیم شده بود. در وسط میدان، یک دیسک سفید بود که حاوی گلدسته‌ای از برگ‌های بلوط طلایی رنگ بود. روی دیسک سفید یک صلیب شکسته عمودی مشکی قرار داشت. در هر گوشه از میدان قرمز یک نشان عقاب طلایی رنگ وجود داشت: در گوشه بالا سمت چپ و پایین سمت راست آن یک عقاب حزب بود، در حالی که یک عقاب ورماخت در گوشه بالا سمت راست و پایین سمت چپ بود. کل استاندارد در چهار طرف با حاشیه نوارهای سیاه و سفید لبه داشت.
این پرچم توسط شخص هیتلر طراحی شده‌است. این پرچم به دو شکل ساخته شد: پرچم پارچه‌ای معمولی (که در زمان حضور او در ساختمان صدارت رایش به اهتزاز درمی‌آمد)، و نوع «جامد» که روی خودروی او، در راهپیمایی‌ها و سایر رویدادهای سیاسی استفاده می‌شد. هر دو نوع نیز در اقامتگاه او در Obersalzberg مورد استفاده قرار گرفت.
لشکر یکم زرهی اس‌اس لایب‌اشتاندارته اس‌اس آدولف هیتلر (LSSAH) از گونه‌ای از Führerstandarte به‌عنوان رنگ هنگ و گردان خود استفاده کرد که در سپتامبر ۱۹۴۰ پس از پیروزی آلمان بر فرانسه معرفی شد. همچنین استانداردی برای «گردان اسکورت پیشوا» وجود داشت. شباهت زیادی به راهنمای استفاده شده توسط LSSAH داشت، اما جدا از جزئیات دیگر، با رنگ متفاوت حاشیه‌ها قابل تشخیص بود: LSSAH از طلا استفاده می‌کرد، در حالی که FBB از نقره استفاده می‌کرد.

## استانداردهای جام
پس از نبرد برلین، بسیاری از استانداردها و پرچم‌های آلمان به مسکو برده شد. آنها به نشانه تحقیر دشمن در جریان رژه پیروزی مسکو در سال ۱۹۴۵ به پای آرامگاه لنین پرتاب شدند.
|                  |                        |
| LSSAH: رنگ گردان | LSSAH: راهنمای توپخانه |